# Jill Dando
Jill Wendy Dando (Somerset, 9 de noviembre de 1961-Londres, 26 de abril de 1999) fue una periodista y presentadora de televisión inglesa.

## Trayectoria
Formada en periodismo en la Cardiff Metropolitan University, inició su carrera en el periódico The Weston & Somerset Mercury. Tras cinco años en el periodismo impreso, la contrató BBC Radio Devon para ser locutora de noticias, no tardó en pasar a BBC South West para presentar un programa de variedades. En 1988, fue nuevamente transferida para trabajar en el telenoticias de BBC One y BBC Two, desde 1990 presentó varios programas en  BBC News at Six o Crimewatch.

## Asesinato
La mañana del 26 de abril de 1999, Dando fue asesinada de un disparo en la cabeza en la puerta de su residencia. Las investigaciones llevaron a que un sospechoso, Barry Michael George, fuera condenado a perpetuidad, pero luego absuelto en 2009 por la corte de apelación, llevando las investigaciones de nuevo a punto cero. Una de las hipótesis barajadas sería una motivación política en virtud de la llamada “Conexión yugoslava”, cuando el líder serbio Arkan ordenó el asesinato de Dando en relación con el bombardeo de la OTAN en la sede de la radio y televisión estatal serbia del 23 de abril de 1999 cuando la presentadora apoyó la acción militar y a los refugiados albaneses de Kosovo.